# جمية رمادية
الجُمِية الرمادية (باللاتينية: Phacelia grisea) نوع نباتي ينتمي إلى جنس الجمية من الفصيلة الحمحمية.
موطنها ولاية كاليفورنيا الأمريكية.
نبات عشبي حولي.